# Gynoplistia (Gynoplistia) penana
Gynoplistia (Gynoplistia) penana is een tweevleugelige uit de familie steltmuggen (Limoniidae). De soort komt voor in het Neotropisch gebied.